# Нилов, Константин Дмитриевич
Константи́н Дми́триевич Ни́лов (7 февраля 1856, с. Мураново, Ярославская губерния — 1919, Детское Село, Петроградская губерния) — русский адмирал (25 марта 1912), генерал-адъютант (5 октября 1908), приближённый Николая II.

## Биография
Константин Дмитриевич Нилов был по происхождению кацкарь, родился в дворянской семье. Образование получил в Морском училище.
Участник русско-турецкой войны 1877—1878 годов. 17 июня 1877 года награждён орденом Святого Георгия 4-й степени «В воздаяние за отличие, оказанное при атаке Турецкого монитора, 11 июня 1877 года, под Фламундою на реке Дунае».
С 1878 года — командир миноносца «Палица». 1 января 1881 года произведен в лейтенанты. 1 января 1885 года награждён орденом Св. Анны 3-й степени. В 1886 году пожалован мекленбург-шверинским орденом Веденской короны 3-й степени. 1 января 1889 года награждён орденом Св. Станислава 2-й степени. В том же году пожалован мекленбург-шверинским крестом «За военные заслуги».
В 1890—1903 годах — адъютант генерал-адмирала великого князя Алексея Александровича. Одновременно в 1894—1899 годах командовал яхтой «Стрела», в 1899—1901 годах — крейсером 1-го ранга «Светлана». С 6 апреля 1903 года по 21 апреля 1908 года — командир Гвардейского экипажа. Одновременно в 1903—1905 годах командовал практическим отрядом обороны побережья Балтийского моря. 6 апреля 1903 года произведён в контр-адмиралы.
8 октября 1905 года назначен флаг-капитаном Николая II и оставался на этом посту до крушения монархии в России (официально снят с должности 8 марта 1917 года). Одновременно был членом Совета РОПиТ, членом Высочайше учрежденного комитета по усилению военного флота на добровольные пожертвования и почётным командиром Императорского речного яхт-клуба.
22 июля 1905 года зачислен в Свиту Его Императорского Величества. В Свите получил звания генерал-адъютанта и адмирала.
Один из наиболее приближенных к императору людей, по должности флаг-капитана сопровождал его во всех морских и речных поездках. Во время первой мировой войны также постоянно находился при Николае II. Во время февральской революции арестован, находился в заключении в Петропавловской крепости. 24 марта 1917 года уволен в отставку. После Октябрьской революции остался в России.
Константин Дмитриевич Нилов был расстрелян большевиками в 1919 году.
Согласно дневнику капитана 2-го ранга Николая Васильевича Саблина (1880-1962) адмирал Константин Дмитриевич Нилов скончался от воспаления лёгких 3 декабря 1918 года и был похоронен на Казанском кладбище в Царском Селе.

## Семья
Жена — княжна Марианна (Мариамна, Мариам) Михайловна Кочубей (07.03.1866—22.12.1954), дочь князя Михаила Викторовича и Александры Просперовны (урождённой Алисы де Брессан, 1838—1909). Умерла в эмиграции во Франции.